# Massive Ordnance Air Blast

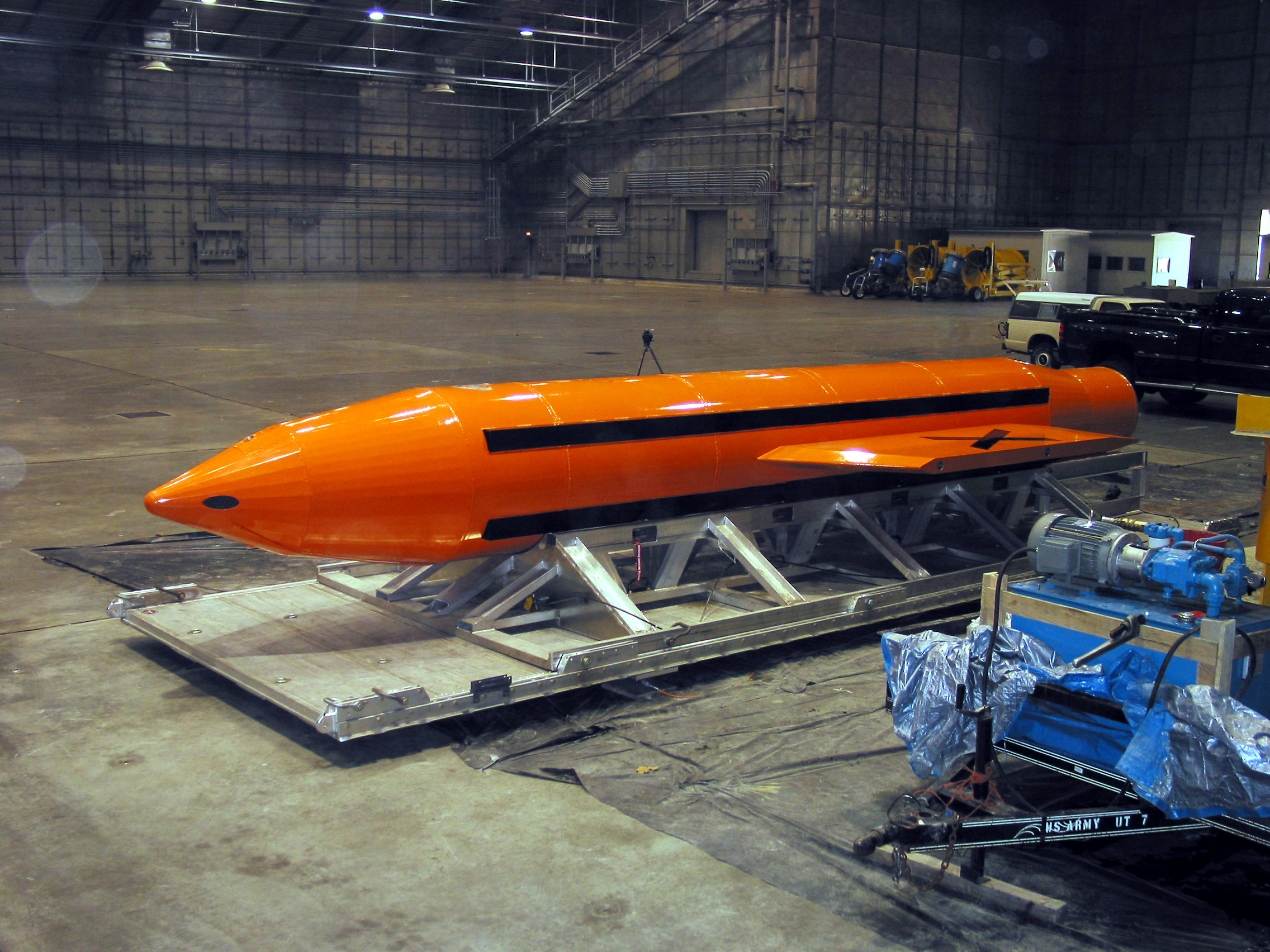
Een MOAB

De MOAB (Massive Ordnance Air Blast) is een van de krachtigste conventionele bommen die de United States Armed Forces tot hun beschikking hebben. 
De bom is ongeveer negen meter lang en 10.000 kg zwaar. Hoewel de MOAB vaak vergeleken wordt met atoombommen (hij veroorzaakt bij impact eveneens een paddenstoelwolk) is zijn explosieve kracht vele malen kleiner dan die van atoombommen, namelijk het equivalent van 11 ton TNT. (De atoombom op Hiroshima had een kracht van ongeveer 15 kiloton TNT en was dus zo'n 1364 keer krachtiger.)
Het ontwikkelen van de bom begon in 2002 met het doel het Iraakse leger angst aan te jagen en dankt de benaming aan een term die Saddam Hoessein vaak gebruikte in de eerste Golfoorlog: Mother of All Battles; in maart 2003 werd MOAB voor het eerst met succes getest. De betekenis van de afkorting "MOAB" is bij het grote publiek relatief onbekend; veel bekender is de bijnaam Mother of All Bombs, die als een backroniem ervan kan worden beschouwd.  MOAB is een aangepaste versie van de zogenaamde 'Daisy Cutter' ('madeliefjesmaaier'), een zeer grote bom die voor het eerst werd ingezet in de Vietnamoorlog. Die werd onder andere gebruikt om landingsplekken voor helikopters te maken in de dichte jungle van Vietnam.
De bom werd op 13 april 2017 voor het eerst ingezet tegen terreurgroep ISIS in Afghanistan; hierbij werd een tunnelcomplex, bestaande uit grotten en bunkers, geraakt. 

## Rusland
Rusland heeft als reactie op de MOAB een soortgelijk, maar sterker, wapen ontwikkeld. Dit wapen wordt bij gebrek aan een officiële naam de Father of All Bombs genoemd. Die bom zou minstens viermaal krachtiger zijn dan de Amerikaanse MOAB en daarmee in de buurt komen van de vernietigingskracht van een (klein) kernwapen, namelijk het equivalent van 44 ton TNT.